# Lactarius acicularis
Lactarius acicularis é um fungo que pertence ao gênero de cogumelos Lactarius na ordem Russulales. Encontrado em Chiang Mai (província no norte da Tailândia), foi descrito como nova espécie para a ciência em 2010. Em seu habitat, cresce em florestas tropicais dominadas por Castanopsis armata, Dipterocarpus sp. e Lithocarpus.